# صومعة (ديزجرود الشرقي)
صومعة (بالفارسية: صومعه) هي قرية تقع في إيران في أذربيجان الشرقية. يقدر عدد سكانها بـ 374 نسمة .